# 수원시 영통구 (선거구)
수원시 영통구는 대한민국의 옛 국회의원 선거구이다. 당시 경기도 수원시의 영통구 지역을 관할했다.

## 역사
2003년 11월 24일, 팔달구의 일부 지역이 영통구로 분리되었다. 이에 대한민국 제17대 국회의원 선거에서 수원시 영통구 선거구가 수원시 팔달구 선거구에서 분리되어 신설되었다. 
대한민국 제19대 국회의원 선거를 앞두고 수원시 지역의 선거구가 개편되었다. 이에 수원시 영통구 전 지역이 수원시 정 선거구를 구성하게 되면서 폐지되었다.

## 역대 국회의원
| 선거   | 정당 | 정당       | 의원   |
| ------ | ---- | ---------- | ------ |
| 2004년 |      | 열린우리당 | 김진표 |
| 2008년 |      | 통합민주당 | 김진표 |

## 역대 선거 결과

### 대한민국 제17대 국회의원 선거
|  | 48.34% |

|  | 37.32% |

|  | 6.67% |

|  | 3.89% |

|  | 2.56% |

|  | 0.63% |

|  | 0.55% |

### 대한민국 제18대 국회의원 선거
|  | 49.83% |

|  | 46.18% |

|  | 2.23% |

|  | 1.15% |

|  | 0.58% |